# Uwe Binias

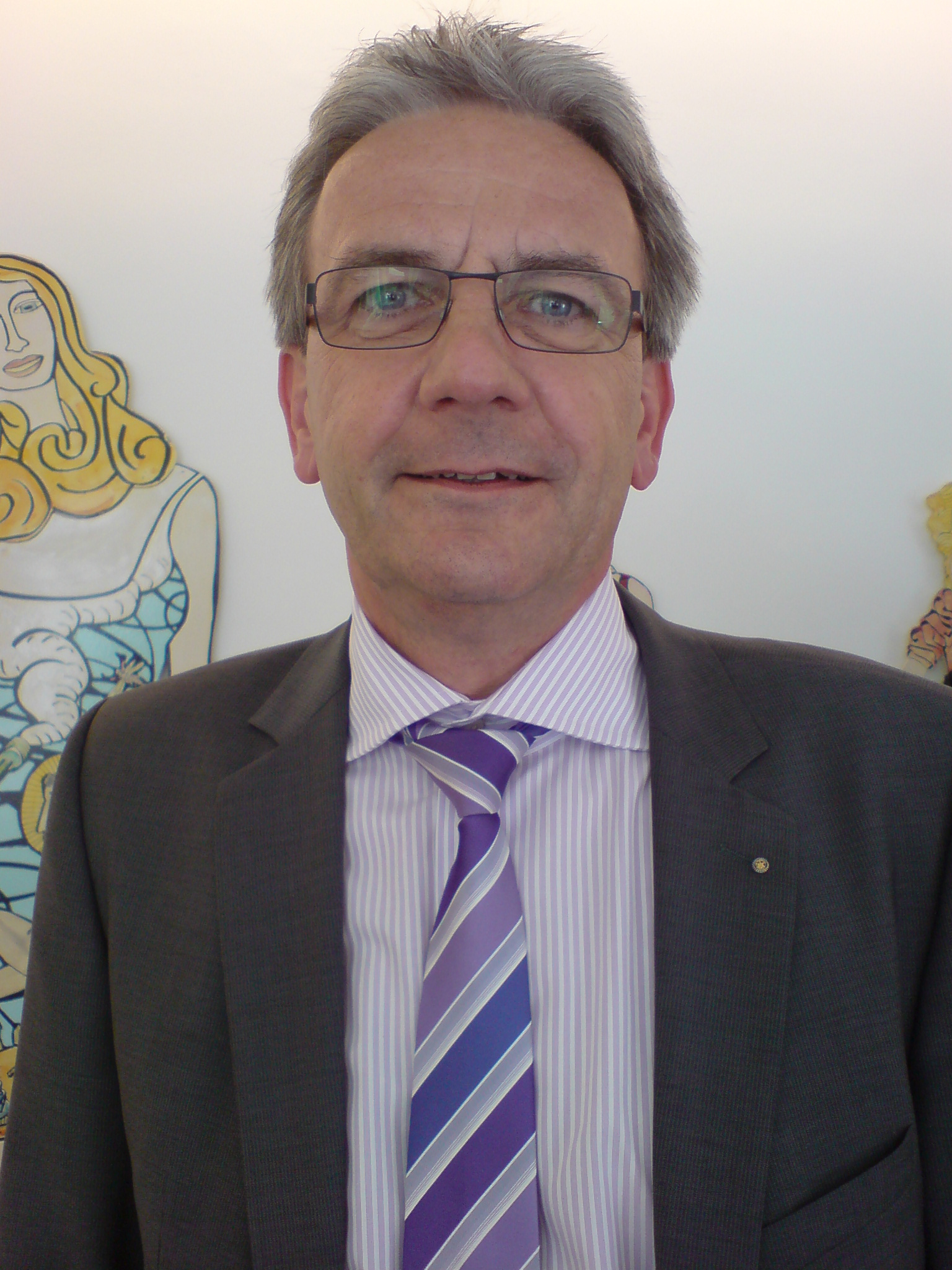
Uwe Binias

Uwe Binias (* Mai 1956 in Braunschweig) ist ein ehemaliger deutscher Polizeipräsident. Er war vom 1. November 2011 bis Februar 2018 Präsident des Landespräsidiums für Polizei, Brand- und Katastrophenschutz im Niedersächsischen Ministerium für Inneres und Sport in Hannover. Davor war er seit dem 1. Dezember 2007 Polizeipräsident der Polizeidirektion Hannover.

## Leben
Binias trat 1975 in den Polizeidienst der Polizei Niedersachsen ein. Nach der Grundausbildung und Verwendungen unter anderem in Braunschweig, Osnabrück und Wolfsburg war er über vier Jahre Sachbearbeiter im Referat Kriminalpolizei des Niedersächsischen Innenministeriums.
Nach Absolvierung des Aufstiegslehrganges zum Höheren Dienst und verschiedener Verwendungen im Landeskriminalamt Niedersachsen sowie der Bezirksregierung Braunschweig war Uwe Binias vom 1. August 2005 bis 30. November 2007 Landespolizeidirektor im Niedersächsischen Innenministerium. Zwischen 2007 und 2011 war er Polizeipräsident der Polizeidirektion Hannover. Mit der Ernennung zum Polizeipräsidenten übernahm er 2007 auch das Amt des Vereinspräsidenten im Polizei-Sportverein Hannover, das satzungsgemäß der hannoversche Polizeipräsident innehat.
Am 25. Oktober 2011 wurde bekannt, dass Binias mit Wirkung vom 1. November 2011 zum Landespolizeipräsidenten befördert und damit die Nachfolge Andreas Bruns’ antreten werde. Binias’ Amtsnachfolger als Präsident der Polizeidirektion Hannover wurde Axel Brockmann, der zuvor im Innenministerium im Bereich der Kriminalitätsbekämpfung tätig war.
Am 10. Oktober 2017, fünf Tage vor der Landtagswahl in Niedersachsen, kündigte Binias an, aus der CDU auszutreten, deren Mitglied er seit 2005 war. Sein Austritt erfolgte vordergründig aus Ärger über einen von CDU und FDP eingerichteten Parlamentarischen Untersuchungsausschuss, der prüfen sollte, ob die Landesregierung im Kampf gegen den Dschihadismus genug tat. Im Februar 2018 wurde Uwe Binias in den einstweiligen Ruhestand verabschiedet. Sein Nachfolger wurde Axel Brockmann.
Binias ist verheiratet und hat zwei erwachsene Töchter. Eine von ihnen ist die deutsche Schriftstellerin Ninia Binias, auch bekannt als Ninia LaGrande.